# Woodland (Misisipi)
Woodland es una villa del Condado de Chickasaw, Misisipi, Estados Unidos. Según el censo de 2000 tenía una población de 159 habitantes y una densidad de población de 107.7 hab/km².

## Demografía
Según el censo de 2000, había 159 personas, 59 hogares y 42 familias residiendo en la localidad. La densidad de población era de 107,7 hab./km². Había 60 viviendas con una densidad media de 40,6 viviendas/km². El 50,31% de los habitantes eran blancos, el 44,65% afroamericanos, el 4,40% de otras razas y el 0,63% pertenecía a dos o más razas. El 9,43% de la población eran hispanos o latinos de cualquier raza.
Según el censo, de los 59 hogares en el 44,1% había menores de 18 años, el 47,5% pertenecía a parejas casadas, el 20,3% tenía a una mujer como cabeza de familia, y el 28,8% no eran familias. El 25,4% de los hogares estaba compuesto por un único individuo, y el 8,5% pertenecía a alguien mayor de 65 años viviendo solo. El tamaño promedio de los hogares era de 2,69 personas y el de las familias de 3,19.
La población estaba distribuida en un 33,3% de habitantes menores de 18 años, un 10,1% entre 18 y 24 años, un 31,4% de 25 a 44, un 13,8% de 45 a 64, y un 11,3% de 65 años o mayores. La media de edad era 30 años. Por cada 100 mujeres había 101,3 hombres. Por cada 100 mujeres de 18 años o más, había 103,8 hombres.
Los ingresos medios por hogar en la localidad eran de 21.000 dólares ($), y los ingresos medios por familia eran 26.250 $. Los hombres tenían unos ingresos medios de 23.750 $ frente a los 16.250 $ para las mujeres. La renta per cápita para la ciudad era de 17.283 $. El 17,6% de la población y el 17,1% de las familias estaban por debajo del umbral de pobreza. El 11,5% de los menores de 18 años y el 15,8% de los habitantes de 65 años o más vivían por debajo del umbral de pobreza.

## Geografía
Según la Oficina del Censo de los Estados Unidos, la localidad tiene un área total de 1,5 km², todos ellos correspondientes a tierra firme.